# Karin Buder
Karin Buder (Sankt Gallen, 28 luglio 1964) è un'ex sciatrice alpina austriaca, campionessa del mondo nello slalom speciale a Morioka 1993 e vincitrice della Coppa Europa nel 1984-1985.

## Biografia
La sciatrice ottenne il suo primo risultato internazionale di rilievo ai Mondiali juniores di Auron 1982, giungendo 11ª in slalom gigante il 5 marzo. In seguito si specializzò nello slalom speciale  (specialità nella quale colse tutti gli altri piazzamenti della sua carriera) e ottenne il primo risultato di rilievo in Coppa del Mondo l'11 gennaio 1983 Davos (10ª). Nella stagione 1984-1985 in Coppa Europa si aggiudicò sia la classifica generale sia quella di specialità, mentre il 5 dicembre 1986 conquistò il primo podio in Coppa del Mondo, chiudendo 3ª a Waterville Valley alle spalle delle svizzere Erika Hess e Brigitte Oertli. Nella stessa stagione partecipò ai Mondiali di Crans-Montana 1987, sua prima presenza iridata, piazzandosi 4ª.
L'11 marzo 1990 ottenne l'unico successo di carriera in Coppa del Mondo sul tracciato di Stranda; due anni dopo, convocata per i XVI Giochi olimpici invernali di Albertville 1992 - sua unica presenza olimpica -, si classificò al il 5º posto. Il 17 gennaio 1993 salì per l'ultima volta sul podio in Coppa del Mondo, chiudendo 3ª a Cortina d'Ampezzo dietro all'elvetica Vreni Schneider e alla neozelandese Annelise Coberger. Il suo ultimo piazzamento nel circuito fu il 4º posto ottenuto a Haus il 24 gennaio successivo, mentre l'ultimo piazzamento della sua carriera internazionale fu anche il più prestigioso: la vittoria della medaglia d'oro ai Mondiali di Morioka 1993.

## Palmarès

### Mondiali
- 1 medaglia:
  - 1 oro (slalom speciale a Morioka 1993)

### Coppa del Mondo
- Miglior piazzamento in classifica generale: 16ª nel 1990
- 5 podi (tutti in slalom speciale):
  - 1 vittoria
  - 4 terzi posti

#### Coppa del Mondo - vittorie
| Data          | Località | Paese    | Specialità |
| ------------- | -------- | -------- | ---------- |
| 11 marzo 1990 | Stranda  | Norvegia | SL         |

Legenda:

SL = slalom speciale

### Coppa Europa
- Vincitrice della Coppa Europa nel 1985[1]
- Vincitrice della classifica di slalom speciale nel 1985[1]
- 11 podi:
  -  5 vittorie
  -  4 secondi posti
  -  2 terzi posti[senza fonte]

### Campionati austriaci
- 6 medaglie[1]:
  - 3 ori (slalom speciale nel 1983; slalom speciale nel 1989; slalom speciale nel 1992)
  - 1 argento (slalom speciale nel 1981)
  - 2 bronzi (slalom gigante nel 1982; slalom speciale nel 1984)

### Campionati austriaci juniores
- 2 medaglie[1]:
  - 2 argenti (slalom gigante, slalom speciale nel 1982)